# Choi Eun-sung
Choi Eun-sung (* 5. April 1971 in Hanam) ist ein ehemaliger südkoreanischer Fußballtorhüter und heutiger Trainer.

## Karriere

### Klub
Nach mehreren Schul- und Universitätsmannschaften wechselte Choi Anfang 1995 in den Kader von des Kookmin Bank FC. Nach einem halben Jahr folgte der nächste Wechsel zum Gwangju Sangmu FC, wo er seinen Militärdienst absolvierte. Ab Anfang 1997 folgte dann der Wechsel zum frisch gegründeten Klub Daejeon Citizen. Nach vielen Jahren bei dem Klub konnte er sich nicht mehr über eine Vertragsverlängerung einigen und wechselte somit zu 
Jeonbuk Hyundai, wo er in der Saison 2014 erstmals eine Meisterschaft gewinnen konnte. Nach dieser Spielzeit beendete er dann auch seine Karriere.

### Nationalmannschaft
Sein einziges bekanntes Spiel für die südkoreanische Nationalmannschaft bestritt er am 16. September 2001 bei einem 2:1-Freundschaftsspielsieg über Nigeria. Zuvor stand er auch als Ersatztorwart im Kader beim Konföderationen-Pokal 2001, erhielt wie auch sein Teamkollege Kim Yong-dae hier jedoch keinerlei Einsatzzeit. Auch bei der Weltmeisterschaft 2002 stand er im Kader, wurde jedoch wie auch Kim Byung-ji nicht eingesetzt.